# Liga Espartaquista

Bandeira da Liga Espartaquista (1918)

A Liga Espartaquista (Spartakusbund, em alemão), também chamada Liga Spartacus, foi uma organização socialista, marxista, revolucionária,  anti-imperialista e antimilitarista atuante na Alemanha durante a Primeira Guerra Mundial.
Constituída no início da Primeira Guerra Mundial, pela  ala esquerda da social-democracia alemã  (Rosa Luxemburgo, Karl Liebknecht, Clara Zetkin e Franz Mehring, entre outros), sua denominação é uma referência a Spartacus, líder da maior rebelião escrava da Roma Antiga (73 a.C.-71 a.C.), e símbolo da resistência dos oprimidos aos seus exploradores, segundo as concepções marxistas de materialismo histórico e luta de classes.
Durante a Primeira Guerra, os espartaquistas dirigiram greves, fazendo propaganda revolucionária, com a circulação de panfletos ilegais (como as Cartas Espartaquistas), e organizaram manifestações antimilitaristas de massas, denunciando o caráter imperialista da guerra e a traição dos dirigentes  da social-democracia. O grupo notabilizou-se  por seus confrontos com a polícia e por outras táticas de ação direta.

## História
A partir de agosto de 1914, o chamado "Grupo Internacional" torna-se oposição dentro do Partido Social-Democrata da Alemanha (Sozialdemokratische Partei Deutschlands, SPD); de 1916 em diante, passaria a ser chamado "Grupo Spartacus". Em abril de 1917, o grupo junta-se ao Partido Social-Democrata Independente (Unabhängige Sozialdemokratische Partei Deutschlands, USPD), centrista, como a ala esquerda do partido, mas conservando sua autonomia. Afinal, após publicar o seu programa, em 14 de dezembro de 1918, a Liga, juntamente com outros agrupamentos, adere à Comintern, rompendo com os "independentes".
Durante a revolução de novembro de  1918, a Liga Spartacus é oficialmente criada como organização partidária independente e de âmbito nacional, com o objetivo de instaurar uma república soviética pangermânica. Seu período de maior atividade coincide com a Revolução Alemã de 1918.
De 30 de dezembro de 1918 a 1º de janeiro de 1919, a Liga participa do congresso de criação do Partido Comunista da Alemanha (Kommunistische Partei Deutschlands, KPD) e logo se agrega  ao novo partido.
Ainda em janeiro de 1919, o KPD, associado aos socialistas independentes, organiza grandes manifestações de rua contra o governo de Weimar, que era conduzido por dirigentes do SPD e dirigido pelo chanceler Friedrich Ebert. Na sequência, o governo acusa a oposição de planejar uma greve geral e uma revolução comunista em Berlim. O levante é rapidamente esmagado pelo governo, com a ajuda de Freikorps (paramilitares) que combatem ao lado de forças regulares. Rosa Luxemburgo e Karl Liebknecht são capturados e  brutalmente assassinados por um grupo de paramilitares. Esses assassinato marca a ruptura definitiva entre o SPD e o KPD.